# Symphysanodon xanthopterygion
Symphysanodon xanthopterygion is een straalvinnige vissensoort uit de familie van de symphysanodonten (Symphysanodontidae). De wetenschappelijke naam van de soort werd voor het eerst geldig gepubliceerd in 2011 door Anderson & Bineesh.